# Jaya Indravarman II
Pour les articles homonymes, voir Indravarman.
Jaya Indravarman II (?-?) est le roi du Royaume de Champā de la IXe dynastie Cham de 1080 à 1081 et de 1086 à vers 1113.

## Contexte
Jaya Indravarman II est le fils et successeur de Harivarman IV le fondateur de la dynastie. Il accède au trône en  1080 alors qu'il n'est encore qu'un enfant de neuf ans avant d'être déposé en 1081 par son oncle paternel Paramabhodisatva qui exerçait le pouvoir comme régent. À la mort de ce dernier il recouvre son trône en 1086.Il tente de reprendre les hostilités contre les annamites et recouvre quelques parcelles des territoires perdus puis il décide de pacifier les relations et accepte de verser un tribut. Il meurt avant 1113 et laisse le trône à son neveu le fils de sa sœur  Harivarman V